# Ostrov (Bor)
Ostrov je malá vesnice, část města Bor v okrese Tachov v Plzeňském kraji. Nachází se asi 4,5 kilometru severně od Boru. Prochází zde silnice II/199. Ostrov leží v katastrálním území Ostrov u Tachova o rozloze 5,3 km². V katastrálním území Ostrov u Tachova leží i Nová Hospoda.

## Historie
První písemná zmínka o vesnici pochází z roku 1239.

## Obyvatelstvo
| Rok            | 1869 | 1880 | 1890 | 1900 | 1910 | 1921 | 1930 | 1950 | 1961 | 1970 | 1980 | 1991 | 2001 | 2011 | 2021 |
| -------------- | ---- | ---- | ---- | ---- | ---- | ---- | ---- | ---- | ---- | ---- | ---- | ---- | ---- | ---- | ---- |
| Počet obyvatel | 164  | 166  | 171  | 157  | 141  | 167  | 156  | 55   | 60   | 68   | 50   | 34   | 35   | 48   | 37   |
| Počet domů     | 25   | 29   | 29   | 29   | 30   | 30   | 32   | 18   | 35   | 16   | 16   | 16   | 18   | 18   | 18   |

## Obecní správa
Při sčítání lidu v letech 1850–1979 Ostrov byl samostatnou obcí v okrese Tachov. Od 1. ledna 1980 je částí města Bor v okrese Tachov. V letech 1961–1979 k obci patřily Lhota a Nová Hospoda.